# Maico MC 400/H
Der Maico MC 400/H ist ein Automodell des Automobilherstellers Maico aus Pfäffingen. Er erschien im September 1955 als weitgehend identischer Nachfolger des 
Champion 400 H und wurde bis Juni 1956 produziert.

## Karosserie
Die zweitürige Karosserie in Form einer Cabriolimousine bot Platz für zwei Personen.

## Maße und Gewichte
Bei einem Radstand von 180 cm und einer Spurbreite von 120 cm (vorne) bzw. 115 cm (hinten) betrug die Fahrzeuglänge 320 cm, die Fahrzeugbreite 147 cm und die Fahrzeughöhe 131 cm. Bei einem Leergewicht von 540 kg betrug das zulässige Gesamtgewicht 820 kg.

## Antrieb
Der wassergekühlte Zweizylinder-Zweitaktmotor von Heinkel hatte 396 cm³ Hubraum und leistete 11 kW. Er war im Heck des Fahrzeugs montiert und trieb über ein Dreiganggetriebe die Hinterachse an. Die Höchstgeschwindigkeit betrug 90 km/h. Der Kraftstoffverbrauch wurde mit 4,5 Liter auf 100 km angegeben.

## Neupreis und Stückzahl
Der Neupreis betrug 3850 DM. Es entstanden zwischen September 1955 und Juni 1956 1374 Fahrzeuge.